# ヘンリー・ペリー
ヘンリー・ペリー（英語: Henry Perry、1874年3月16日 - 1940年3月22日）は、アメリカ合衆国のシェフ、実業家。
カンザスシティにおけるバーベキューの父とされる。新聞で『バーベキュー・キング』とも評された。

## 経歴
テネシー州シェルビー郡に生まれ、ミシシッピ川とミズーリ川を運行する蒸気船レストランで働いた後1907年にカンザスシティに移住し、1908年にガーメント区の労働者のために、露店のバーベキュースタンドで燻製肉の提供を始めた。その後店を数度移し、1920年第から1930年代はトロリーバンを使って営業していた。ソースは、「辛くて胡椒が効いている」と表現され、メニューは、当時のバーベキューの定番が含まれていた。1940年3月22日、肺炎と感染症の合併症のため、66歳で亡くなった。彼の死後、チャーリー・ブライアントが事業を引き継ぎ、弟のアーサーに売却し、レストラン「アーサー・ブライアンズ」を同じ地区のブルックリン1727番地に移転して、ソースを少し甘くし、また、ペリーのもとで働いていたアーサー・ピンカードは、ジョージ・ゲイツがゲイツ・バーベキューを設立する際に協力した。ペリーはカンザスシティのバーベキューに長く影響を与えたため、「カンザスシティのバーベキューの父」と呼ばれるようになり、2014年にはアメリカのロイヤルバーベキューホール・オブ・フェイムに選出された。

## ソース
- Kansas City Public Library biography of Henry Perry
- KCTV5 story on Henry Perry